# Гільєрмо Мендісабаль
Гільєрмо Мендісабаль (ісп. Guillermo Mendizábal, нар. 8 жовтня 1954, Мехіко) — мексиканський футболіст, що грав на позиції півзахисника, та футбольний тренер.
Виступав, зокрема, за клуби «Крус Асуль» та «Гвадалахара», а також національну збірну Мексики.

## Клубна кар'єра
У дорослому футболі дебютував 1974 року виступами за команду «Крус Асуль», в якій провів дев'ять сезонів, взявши участь у 235 матчах чемпіонату. Більшість часу, проведеного у складі «Крус Асуль», був основним гравцем команди. Спочатку він грав на позиції центрального захисника, граючи з Альберто Кінтано, але пізніше тренер Рауль Карденас перекваліфікував Гільєрмо на центрального півзахисника і гравець залишився там до кінця кар'єри. У 1978 році Гільєрмо допоміг команді виграти національну першість, а через рік повторив досягнення. За «Крус Асуль» він зіграв за більше 300 матчів у всіх турнірах.
У 1983 році Мендісабаль приєднався до клубу «Текос» і відіграв за клуб два сезони. У 1985 році Гільєрмо покинув Мексику і уклав угоду з іспанським «Райо Вальєкано», провівши сезон 1985/86 у місцевій Сегунді.
1986 року перейшов до клубу «Гвадалахара», за який відіграв 5 сезонів. У 1987 році він став чемпіоном країни. Завершив професійну кар'єру футболіста виступами за команду «Гвадалахара» у 1991 році.

## Виступи за збірну
15 лютого 1978 року дебютував в офіційних іграх у складі національної збірної Мексики в товариському матчі проти збірної Сальвадору.
4 квітня в поєдинку проти Болгарії він забив свій перший гол за національну команду. Того ж року Гільєрмо потрапив до заявки збірної на участь у чемпіонаті світу 1978 року в Аргентині. На турнірі він взяв участь в матчах проти збірних Польщі (1:3), ФРН (0:6) та Тунісу (1:3).
Загалом протягом кар'єри у національній команді, яка тривала 4 роки, провів у її формі 13 матчів, забивши 2 голи.

## Тренерська кар'єра
Після закінчення футбольної кар'єри Мендісабаль став тренером. В середині 1995 року він очолив «Леон». Він керував цією командою протягом наступних кількох місяців без особливого успіху, у 26 іграх він здобув дев'ять перемог, дев'ять нічиїх і вісім поразок, а в лютому 1996 року його замінив Хосе Луїс Сальдівар. 
У тому ж році він став тренером «Веракруса», але покинув команду після восьми матчів, в яких йому вдалося здобути лише одну перемогу. Пізніше він повернувся до рідного «Крус Асуля», де працював спортивним директором, і повернувся на тренерську лаву в 2003 році, підписавши контракт з клубом другого дивізіону «Коррекамінос», що базується в Сьюдад-Вікторія. Однак там він теж не здобув жодних досягнень, а навесні 2005 року був тренером іншого клубу другого дивізіону — «Лагартос де Табаско», який і став його останнім клубом у кар'єрі.

## Титули і досягнення
- Бронзовий призер Чемпіонату націй КОНКАКАФ: 1981